# Freispitze

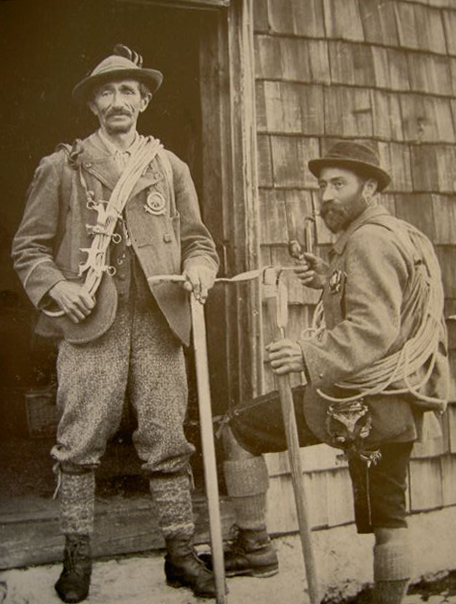
De eerste beklimmers van de top, Anselm Klotz (links) en Joseph Frey (rechts)

De Freispitze is een 2884 meter hoge bergtop in de Lechtaler Alpen in de Oostenrijkse deelstaat Tirol. Op de historische kaart van Tirol van Peter Anich uit het jaar 1774 was de bergtop aangeduid als Freyspitz. De eerste gedocumenteerde beklimming van de berg vond plaats in 1873 en werd ondernomen door Anselm Klotz uit Stockach (bij Bach), die in 1885 de eerste officiële berggids van de Lechtaler Alpen werd, en Josef Frey.
De berg ligt hemelsbreed ongeveer zeven kilometer ten zuiden van het in het Lechtal gelegen Bach en ongeveer vier kilometer ten westen van de Memminger Hütte. Buurtoppen zijn in het noorden, gescheiden door de Karlescharte, de 2690 meter hoge Saxerspitze, in het zuiden de 2830 meter hoge Grießlspitze en in het zuidwesten de 2837 meter hoge Rotspitze.
Door zijn indrukwekkende breedte van twee kilometer, zijn hoekige vormen en zijn tot zeshonderd meter hoge wanden neemt de Freispitze een dominante positie in zijn omgeving in. Vooral de vijfhonderd meter hoge kalkstenen zuidwand maakt deze berg voor vele bergbeklimmers een geliefd doel. De geologische rijkdom van de berg kenmerkt zich door het harde aptychuskalk uit het Jura op de oostelijke kam, het uit het Trias stammende kalksteen waaruit de top van de berg bestaat, het zogenaamde Oberrätkalksteen waaruit de zuidoostelijke pijler van de Freispitze bestaat en de grote vlakken van vlekkenmergel in het zuidwesten.
Als ondersteuningspunt voor een klim naar de top van deze berg dienen de Augsburger Hütte (2289 meter) en de Memminger Hütte (2242 meter). De makkelijkste weg voert vanaf laatstgenoemde hut eerst naar beneden het Parseiertal in het zuidwesten in, dan richting noordwesten tot een hoogte van 2000 meter. Vanaf hier voert de tocht zonder duidelijk pad door de Parseiergrieß voorbij aan de zuidoostelijke top van de Freispitze, waarna het laatste stuk via steile mergelrotsklippen naar de Südliche Freispitzscharte via losliggend puin en vaste rots naar de top voert. De tocht, die volgens de literatuur qua moeilijkheidsgraad gelegen is tussen II+ en III-, duurt minstens vijf uur.